# Siner
Siner (en ruso: Синерь,  en chuvasio: Синер ; Siner) es una localidad rural del distrito de Alikovo de la república de Chuvasia, en Rusia, que está a escasos kilómetros de la localidad de Alikovo. 
Tiene una población de 250 personas, mayoritariamente mujeres. la estructura de la villa se ubica sobre un centro de cultura, un teatro, una biblioteca, una clínica médica.
En la historia de la villa se encuentra la actuación de la Familia Zolotov, la cual ha ilustrado la historia de la república de Chuvasia.